# آدم سيف
الفنان آدم سيف إسماعيل فنان يمني كوميدي اشتهر بشخصية دحباش في المسلسل التلفزيوني حكايات دحباش، من مواليد مدينة تعز وسط اليمن في العام 1957، وله العديد من الأعمال التلفزيونية والإذاعية والمسرحية والغنائية.

## البداية
بدأ المشوار الفني للفنان آدم سيف من المدرسة حيث دأب على المشاركة في الفعاليات الفنية ثم التحق بفرقة المسرح الوطني التابع لمكتب الثقافة في محافظة تعز حيث شارك في عدد من الأعمال ثم أختاره المخرج عبد العزيز الحرازي لشخصية كوميدية في مسلسل المهر الذي عرض على التلفزيون اليمني عام 1988 ومن هنا بدأت نجوميته التلفزيونية 

## أبرز الأعمال
- مسلسل حكايات دحباش
- مسلسل دحباش في مهب الريح
- مسلسل ذئاب ولكن 
- مسلسل شر البلية
- الخفافيش 
- أبو الخير 
- مسرحية الأقنعة المتساقطة 
- مسرحية زوجونا ياناس 